# سانتا روزا دي كوبان
سانتا روزا دي كوبان (بالإنجليزية: Santa Rosa de Copán)‏ هي مدينة، تتبع إدارة كوبان، بلغ عدد سكانها 56٬000 نسمة.

## المناخ
يظهر الجدول التالي التغييرات المناخية على مدار السنة لسانتا روزا دي كوبان:
| البيانات المناخية لـسانتا روزا دي كوبان        | البيانات المناخية لـسانتا روزا دي كوبان | البيانات المناخية لـسانتا روزا دي كوبان | البيانات المناخية لـسانتا روزا دي كوبان | البيانات المناخية لـسانتا روزا دي كوبان | البيانات المناخية لـسانتا روزا دي كوبان | البيانات المناخية لـسانتا روزا دي كوبان | البيانات المناخية لـسانتا روزا دي كوبان | البيانات المناخية لـسانتا روزا دي كوبان | البيانات المناخية لـسانتا روزا دي كوبان | البيانات المناخية لـسانتا روزا دي كوبان | البيانات المناخية لـسانتا روزا دي كوبان | البيانات المناخية لـسانتا روزا دي كوبان | البيانات المناخية لـسانتا روزا دي كوبان |
| الشهر                                          | يناير                                   | فبراير                                  | مارس                                    | أبريل                                   | مايو                                    | يونيو                                   | يوليو                                   | أغسطس                                   | سبتمبر                                  | أكتوبر                                  | نوفمبر                                  | ديسمبر                                  | المعدل السنوي                           |
| ---------------------------------------------- | --------------------------------------- | --------------------------------------- | --------------------------------------- | --------------------------------------- | --------------------------------------- | --------------------------------------- | --------------------------------------- | --------------------------------------- | --------------------------------------- | --------------------------------------- | --------------------------------------- | --------------------------------------- | --------------------------------------- |
| الدرجة القصوى °م (°ف)                          | 27.6 (81.7)                             | 29.7 (85.5)                             | 32.1 (89.8)                             | 32.3 (90.1)                             | 31.8 (89.2)                             | 29.3 (84.7)                             | 27.3 (81.1)                             | 27.6 (81.7)                             | 28.2 (82.8)                             | 27.3 (81.1)                             | 27.3 (81.1)                             | 26.9 (80.4)                             | 32.3 (90.1)                             |
| متوسط درجة الحرارة الكبرى °م (°ف)              | 22.1 (71.8)                             | 23.9 (75.0)                             | 26.5 (79.7)                             | 28.1 (82.6)                             | 28.1 (82.6)                             | 26.6 (79.9)                             | 25.5 (77.9)                             | 25.8 (78.4)                             | 25.7 (78.3)                             | 24.1 (75.4)                             | 22.7 (72.9)                             | 21.9 (71.4)                             | 25.1 (77.2)                             |
| المتوسط اليومي °م (°ف)                         | 17.6 (63.7)                             | 18.4 (65.1)                             | 20.4 (68.7)                             | 21.5 (70.7)                             | 21.9 (71.4)                             | 21.5 (70.7)                             | 21.0 (69.8)                             | 21.2 (70.2)                             | 21.0 (69.8)                             | 19.9 (67.8)                             | 18.7 (65.7)                             | 17.9 (64.2)                             | 20.1 (68.2)                             |
| متوسط درجة الحرارة الصغرى °م (°ف)              | 13.3 (55.9)                             | 12.9 (55.2)                             | 13.8 (56.8)                             | 15.0 (59.0)                             | 16.2 (61.2)                             | 17.4 (63.3)                             | 17.0 (62.6)                             | 17.1 (62.8)                             | 17.2 (63.0)                             | 16.4 (61.5)                             | 15.0 (59.0)                             | 13.9 (57.0)                             | 15.4 (59.7)                             |
| أدنى درجة حرارة °م (°ف)                        | 8.0 (46.4)                              | 7.9 (46.2)                              | 8.8 (47.8)                              | 9.9 (49.8)                              | 11.2 (52.2)                             | 14.8 (58.6)                             | 14.5 (58.1)                             | 14.5 (58.1)                             | 14.5 (58.1)                             | 12.3 (54.1)                             | 10.1 (50.2)                             | 8.6 (47.5)                              | 7.9 (46.2)                              |
| الهطول مم (إنش)                                | 39.9 (1.57)                             | 29.2 (1.15)                             | 24.1 (0.95)                             | 43.6 (1.72)                             | 153.5 (6.04)                            | 288.4 (11.35)                           | 210.7 (8.30)                            | 215.8 (8.50)                            | 295.6 (11.64)                           | 145.1 (5.71)                            | 76.3 (3.00)                             | 58.4 (2.30)                             | 1٬580٫6 (62.23)                         |
| متوسط أيام هطول الأمطار (≥ 1.0 mm)             | 6                                       | 5                                       | 3                                       | 4                                       | 9                                       | 16                                      | 15                                      | 15                                      | 16                                      | 12                                      | 9                                       | 8                                       | 118                                     |
| المصدر: الإدارة الوطنية للمحيطات والغلاف الجوي |                                         |                                         |                                         |                                         |                                         |                                         |                                         |                                         |                                         |                                         |                                         |                                         |                                         |